# Ponte di Castel Giubileo
De Ponte di Castel Giubileo is een brug over de Tiber ten noorden van Rome bij Labaro. De brug maakt deel uit van de A90. De eerste brug met deze naam werd in 1951 opengesteld voor het verkeer, en telde een rijbaan met een rijstrook per richting. Op deze plek in de Tiber ligt een dam.
In 1979 werd een tweede brug gebouwd, en in 2008 een derde brug bedoeld voor lokaal verkeer.
Ook is een speciaal fietspad onder de nieuwste A90-brug geopend.